# José Ladrönn
José Omar Ladrönn (Minatitlán (Veracruz), 1967), mayormente conocido como José Ladrönn o, simplemente, Ladrönn, es un dibujante de cómics y pintor mexicano.

## Biografía
José Ladrönn nació en Minatitlán, Veracruz. Empezó su andadura en la industria de los superhéroes con la historia corta Blade de Marvel en 1996. Después, llegarían sus colaboraciones como dibujante y portadista en diversas series tanto de Marvel como de DC Comics, entre las que se incluyen Cable, Spider-Boy Team-Up, Superman: Transilvane, Thor y Los 4 Fantásticos. Junto al español Carlos Pacheco, realizó una miniserie sobre los Inhumanos.
Cansado del ritmo frenético de la industria estadounidense, abandonó los grandes grupos editoriales para empezar a trabajar en el cómic independiente de Hip Flask.
En el año 2000 conoció en Los Ángeles al escritor chileno Alejandro Jodorowsky con quien publicaría en 2004 la historia Lágrimas de oro publicada en el número 145 de la revista Metal Hurlant.
En el 2006 recibió el Premio Eisner a Mejor Pintor/Artista Multimedia por su trabajo con el escritor y editor Richard Starkings en Hip Flash: Mystery City publicado por Active Images.
De nuevo junto a Jodorowsky, relevó a Moebius en la continuación de la saga de El Incal. Tras el abandono del proyecto Después del Incal por parte del artista francés, Ladrönn redibujaría el volumen publicado hasta la fecha y los dos siguientes bajo el nuevo título de Final Incal. Los tres álbumes de esta aventura fueron publicados en 2008, 2011 y 2014.

## Premios
- 2006. Premio Eisner a Mejor Pintor/Artista Multimedia por Hip Flash: Mystery City.